# Brixia wagneri
Brixia wagneri är en insektsart som beskrevs av Synave 1958. Brixia wagneri ingår i släktet Brixia och familjen kilstritar. Inga underarter finns listade i Catalogue of Life.